# Adoro te devote
Adoro te devote is een Eucharistische hymne die wordt toegeschreven aan de heilige Thomas van Aquino. Het is een katholieke gewoonte om deze hymne (geknield) te zingen voor het in de monstrans uitgestelde Allerheiligste: een tijdens de Heilige Mis geconsacreerde hostie, die door katholieken wordt beschouwd als het ware Lichaam van Christus.

## Latijnse tekst
Adoro te devote, latens Deitas,
Quæ sub his figuris vere latitas;
Tibi se cor meum totum subjicit,
Quia te contemplans totum deficit.
Visus, tactus, gustus in te fallitur,
Sed auditu solo tuto creditur.
Credo quidquid dixit Dei Filius;
Nil hoc verbo veritátis verius.
In cruce latebat sola Deitas,
At hic latet simul et Humanitas,
Ambo tamen credens atque confitens,
Peto quod petivit latro pœnitens.
Plagas, sicut Thomas, non intueor:
Deum tamen meum te confiteor.
Fac me tibi semper magis credere,
In te spem habere, te diligere.
O memoriale mortis Domini!
Panis vivus, vitam præstans homini!
Præsta meæ menti de te vívere,
Et te illi semper dulce sapere.
Pie Pelicane, Jesu Domine,
Me immundum munda tuo sanguine:
Cujus una stilla salvum facere
Totum mundum quit ab omni scelere.
Jesu, quem velatum nunc aspicio,
Oro, fiat illud quod tam sitio:
Ut te revelata cernens facie,
Visu sim beátus tuæ gloriæ. Amen.

## Nederlandse vertaling
Ik aanbid met eerbied U, verborgen God,
die hier onder tekens waarlijk Zich verschuilt:
aan U onderwerpt zich heel en al mijn hart,
want U schouwend weet ik dat het niets vermag.
Oog en smaak en tastzin wordt in U misleid,
het geloof steunt veilig slechts op het gehoor;
ik geloof al wat Gods Zoon verkondigd heeft,
niets is meer waar dan het woord der Waarheid zelf.
Op het kruis ging slechts uw heil'ge Godheid schuil,
hier blijft echter ook uw mensheid diep verhuld;
toch belijdend beide met een vast geloof,
vraag ik wat berouwvol U de rover vroeg.
Ik zie niet uw wonden, als eens Thomas deed,
toch wil ik belijden U als mijnen God;
doe in U geloven mij steeds méér en meer,
doe mij op U hopen, U beminnen slechts.
O gedachtenisteken van des Heren dood,
levend Brood, dat aan den mens het leven geeft,
geef mij dat mijn geest in U zijn leven vindt,
geef hem als zijn zoetheid U te smaken steeds.
Pelikaan vol goedheid, Jesus onze Heer,
reinig mij, onreine, door uw zuiver Bloed,
waarvan éne druppel zelfs verlossen kan
heel het wereldrond van al zijn zondigheid.
Jesus, dien gesluierd ik hier nu aanschouw,
moge lessen, bid ik, zich mijn grote dorst;
dat ik ongesluierd ziende uw aangezicht,
zalig zij door 't schouwen van uw heerlijkheid. Amen.